# Гершман Владислав Ігорович
Владислав Ігорович Гершман (нар. 6 жовтня 1995, Харків, Україна) — український та ізраїльський футболіст, захисник.

## Життєпис
Вихованець харківського «Металіста». Футбольну кар'єру розпочав у 2012 році в складі дубля харківського «Металіста». У 2013 році перейшов до іншого харківського клубу, «Геліоса». Дебютував у складі «сонячних» 30 травня 2014 року в переможному (3:1) виїзному поєдинку 30-о туру Першої ліги проти донецького «Олімпіка». Владислав вийшов на поле на 90-й хвилині, замінивши Станіслава Чучмана. Єдиним голом у футболці харківського клубу відзначився 13 квітня 2015 року на 73-й хвилині переможного (2:1) виїзного поєдинку 21-о туру Першої ліги проти МФК «Миколаєва». Гершман вийшов на поле в стартовому складі та відіграв увесь матч. Загалом у складі «Геліоса» в Першій лізі відіграв 27 матчів та відзначився 1 голом, ще 2 поєдинки провів у кубку України.
У 2016 році виїхав до Ізраїлю, де підписав контракт з місцевим клубом «Хапоель Бней-Лод».
1 липня 2017 року підсилив «Іроні» (Нешер). Зіграв 1 матч проти «Бейтара Тель-Авів Рамла».
11 листопада того ж року перейшов до нижчолігового клубу «Хапоель Іроні Бака аль-Гарбія», де і завершив кар'єру наприкінці сезону 2017/18.